# DVD Studio Pro
DVD Studio Pro war eine DVD-Authoring-Software des US-amerikanischen Unternehmens Apple. Sie bot die nahtlose Integration mit der Schnittsoftware Final Cut Pro und der Grafikanimationssoftware Apple Motion. Mit Erscheinen der Version 4 im April 2005 war erstmals auch das Erstellen von DVDs mit HD-Material (High Definition, bis 1920 × 1080 Pixel) möglich.
Apple stellte das Produkt zusammen mit Apple Color ersatzlos ein.